# Марија Воденска
Марија Воденска (Цакони, 7. фебруар 1942) је македонски песник и романсијер.

## Биографија
Рођена 7. фебруара 1942. године у селу Цакони у Егејској Македонији. Завршила Филолошки факултет у Скопљу. Радила је као професор и новинар. Од 1993. године је члан Друштва писаца македоније.
Аутор је књига:
- Гранитна есен (поезија, 1985)
- Три чешми(документарна проза, 1990)
- Беломорка (роман, 1991)
- Раселени прва књига (документарна проза, 1998)
- Раселени втора књига (1999)
- Христијан (роман за деца, 2000)
- Беломорка втора књига (2000)